# Sclerurus
A Sclerurus a madarak (Aves) osztályának verébalakúak (Passeriformes) rendjébe és a fazekasmadár-félék (Furnariidae) családjába tartozó nem.

## Rendszerezésük
A nemet William Swainson írta le 1827-ben, jelenleg az alábbi 6 vagy 9 faj tartozik ide:
- Sclerurus rufigularis
- Sclerurus mexicanus
  - Sclerurus mexicanus obscurior vagy Sclerurus obscurior[1]
  - Sclerurus mexicanus andinus vagy Sclerurus andinus[1]
  - Sclerurus mexicanus macconnelli vagy Sclerurus macconnelli[1]
- Sclerurus guatemalensis
- Sclerurus caudacutus
- Sclerurus albigularis
- Sclerurus scansor

## Előfordulásuk
Mexikó, Közép-Amerika és Dél-Amerika területén honosak.

## Megjelenésük
Átlagos testhosszuk 16-20 centiméter közötti.

## Külső hivatkozások
- Képek az interneten a nembe tartozó fajokról